# 케리 킨
케리 킨(Kerrie Keane, 1953년 1월 1일 ~ )은 캐나다의 배우, 영화배우이다.
캐나다에서 태어났다.

## 출연 작품

### 영화
- 모멘트 (2013년) - 아델 역
- 즐거운 인생 (1998년)
- 스틸 (1997년)
- 제7의 천국 (1996년)
- 에이리언 네이션 - 밀레니엄 (1996, Alien Nation: Millennium)
- 키스 그리고 죽음 (1996년)
- 깨어진 약속 (1992년)
- 비버리힐즈의 아이들 (1990년)
- 마라렉 (1989년)
- 전쟁과 절망 (1988년)
- 힛팅 홈 (1987년)
- 베이츠 모텔 (1987년)
- 형사 잭 (1987년)
- 쿵후 (1986년)
- 끝없는 추적 (1984년)
- 생사의 여객기 (1984, Flight 90: Disaster on the Potomac)
- 분노의 발작 (1983년)
- 인큐버스 (1981년) - 로라 역

### 텔레비전
- 더 영 앤 더 레스트리스 (2008-10)